# Dimitris Saravakos
Dimitris Saravakos (* 29. července 1961, Atény) je bývalý řecký fotbalista.
Hrál na postu útočníka, především za Panathinaikos. Byl na MS 1994.

## Hráčská kariéra
Dimitris Saravakos hrál na postu útočníka za Panionios GSS, Panathinaikos a AEK Atény.
Za Řecko hrál 78 zápasů a dal 22 gólů. Byl na MS 1994.

## Úspěchy

### Klub
Panionios
- Řecký pohár: 1979

Panathinaikos
- Řecká liga: 1986, 1990, 1991
- Řecký pohár: 1986, 1988, 1989, 1991, 1993, 1994

AEK Atény
- Řecký pohár: 1996

### Individuální
- Král střelců řecké ligy: 1991